# Remo Raffaelli

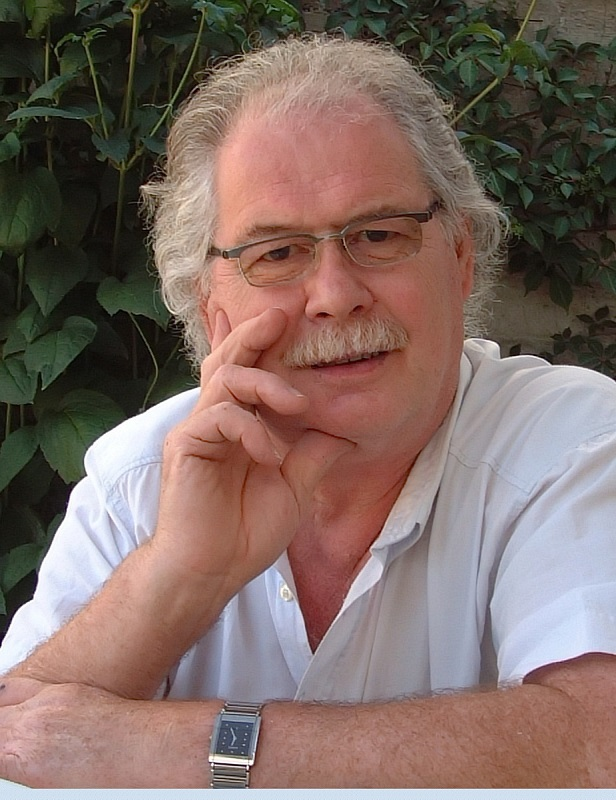
Remo Raffaelli

Remo Raffaelli (7. dubna 1941 v Brendenu v obci Ühlingen-Birkendorf v okrese Waldshut v Bádensku-Württembersku – 6. března 2020) byl lucemburský malíř, sochař a fotograf italského původu.

## Životopis
Remo Raffaelli vyrostl v Déifferdengu. V letech 1958 až 1959 studoval u malíře Attilia Lupa. Nicméně Remo Raffaelli byl hlavně samouk. Malovat začal v roce 1953 a sochařit v roce 1980.
Obor, ve kterém Remo Raffaelli působil především, je fotografie. Jeho černobílé sportovní fotografie vyšly v roce 1984 v knížce, na které se podílel i jeho syn Patrick Raffaelli.
Remo Raffaelli se fotografii naučil u J. Bohlera, kde také 3 roky působil. Až do konce života se věnoval umělecké fotografii v oblastech architektury, krajiny, panoramat atd. Byl členem sdružení sportovních novinářů a fotografů sportspress.lu.
Od roku 1971 Remo Raffaelli vystavoval v řadě zemí Evropy (Lucembursko, Německo, Francie, Itálie, Holandsko, Anglie, Belgie, Švédsko, Rakousko, Švýcarsko, Turecko ) a také v Mexiku a USA.
V roce 2007 byl oceněn Italskou akademií umění 1. cenou. Biennale de l'Arte Contemporanea ve Florencii a vystavoval tam 9 dní.
Do roku 2010 získal Remo Raffaelli čtrnáct prvních cen, z toho 8 mezinárodních a 6 národních.
V roce 1992 do sbírek Fototéky Lucemburk daroval Remo Raffaelli – který spolupracoval s Jacquesem Bohlerem, fotografem s Républicain Lorrain a Tageblatt – 40 000 negativů souvisejících s novinovými články o sportu a kultuře v letech 1976 až 1988.
Pracoval a žil v Esch-Uelzechtu.

## Díla (výběr)
- Remo a Patrick Raffaelli: Sport, 1984.

### Obrazy

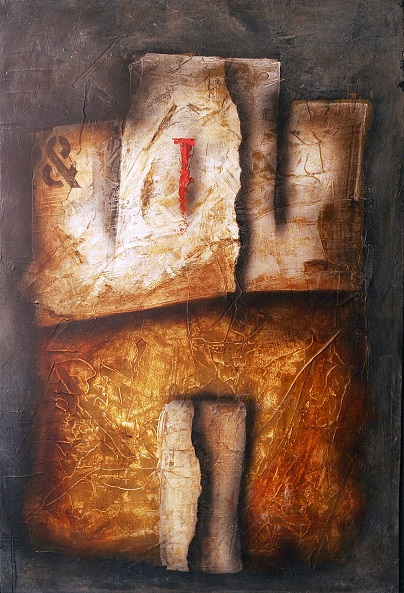
Zpráva 1
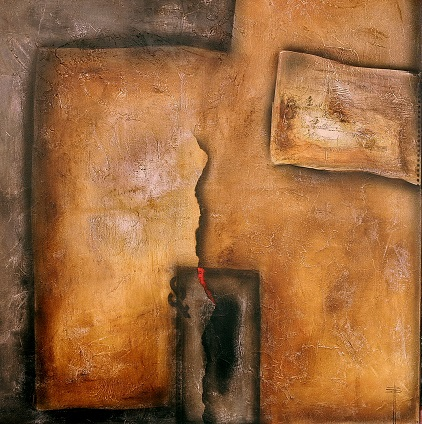
Zpráva 2
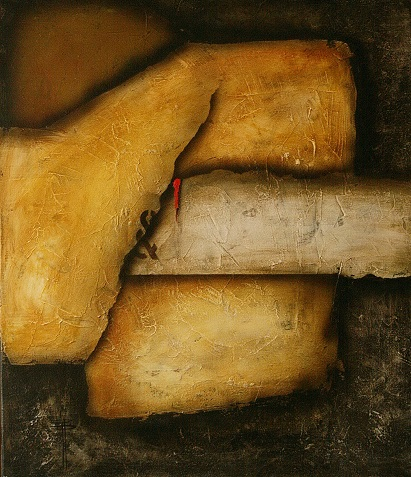
Zpráva 3
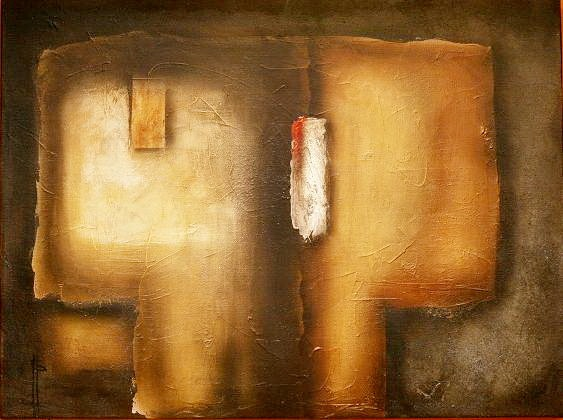
Zpráva 4
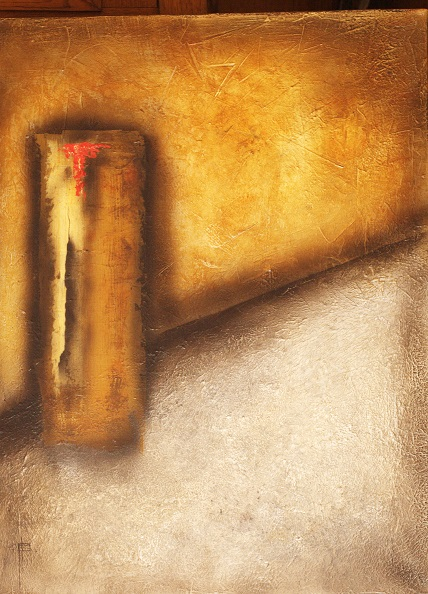
Zpráva 5
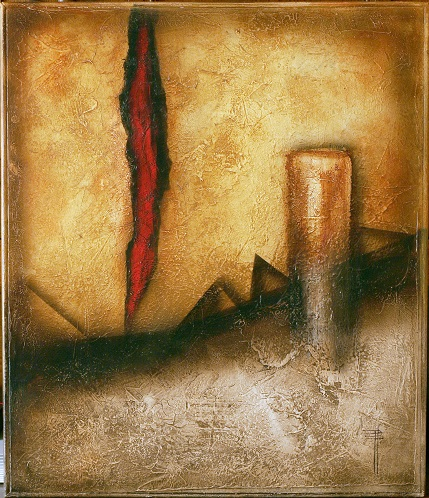
Zpráva 6

### Sochy

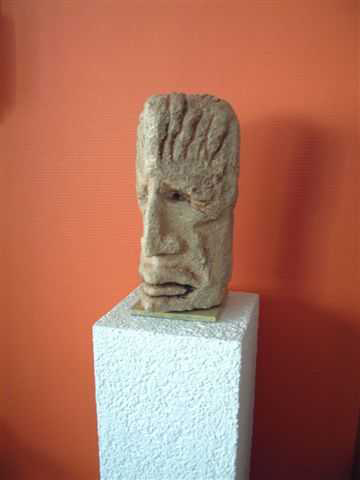
Azték, 21 X 39 cm, kámen, 11 kg
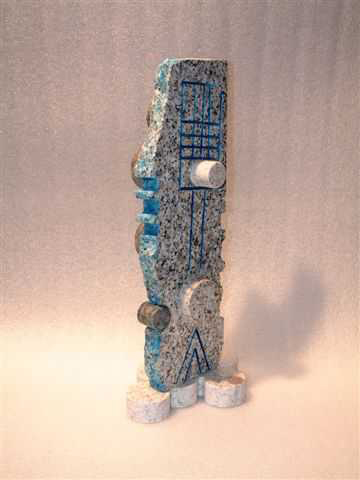
Déchets de granite, 16 X 34 cm, 2,8 kg
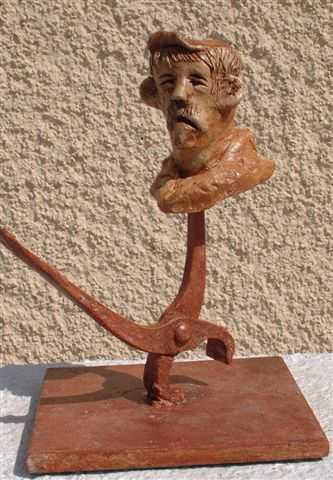
Keramika s ocelí, 15 X 27 cm

### Fotografie

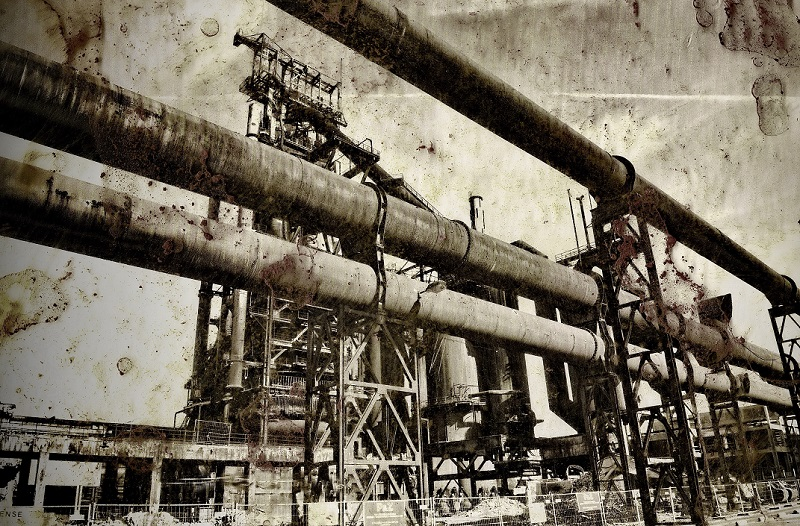
D'Schmelz, 2010
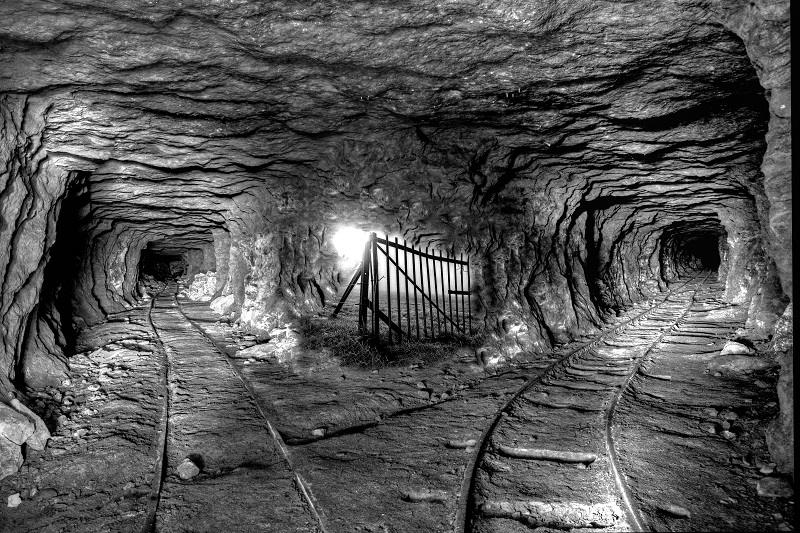
Důl prince Henriho, 2010
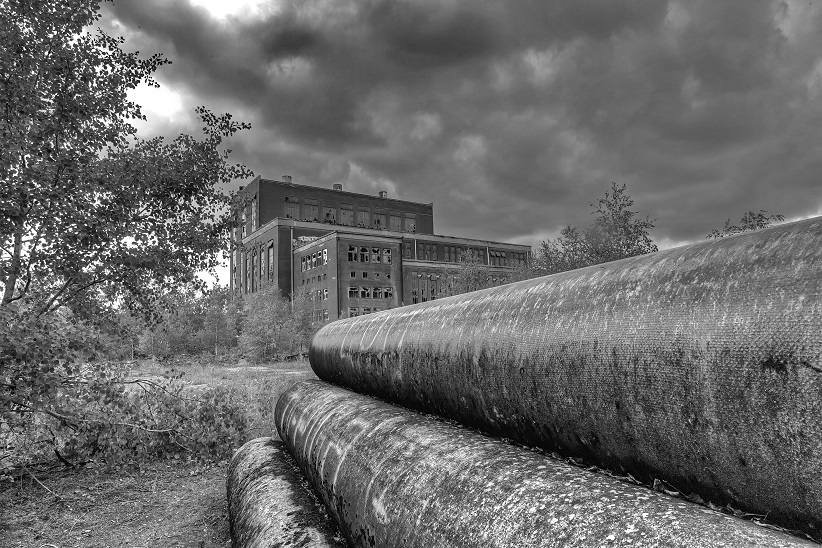
Tepelná elektrárna Esch-Belval, 2011